# Gheorghe Oczelak
Gheorghe Oczelak (Cluj-Napoca, 1951 – 1998) è stato un cestista rumeno.

## Carriera
Con la Romania ha disputato tre edizioni dei campionati europei (1971, 1973, 1975).